# Casino Unió Comercial
El Casino Unió Comercial és una entitat cultural i recreativa de Vilafranca del Penedès sense afany de lucre fundada el 1853. Té com a principal entitat esportiva el Club de Tennis Casino Vilafranca, que organitza torneigs de tennis; també s'hi organitzen torneigs d'escacs. Publica un butlletí trimestral. Des del 1983 ha potenciat el carnaval a Vilafranca. El 2010 va rebre la Creu de Sant Jordi per dinamitzar la vida cultural a Vilafranca del Penedès. L'edifici de l'entitat és una obra protegida com a bé cultural d'interès local.

## Descripció
És un edifici entre mitgeres, reformat i ampliat en diverses ocasions. Conserva un interessant saló social i una sala d'espectacles de regust eclèctic. El valor d'aquest edifici és el de la representativitat ciutadana. L'únic element interessant a la façana és el balcó corregut del primer pis, amb un interessant treball de forja. Presenta tres obertures d'arc rebaixat i dos balcons laterals.

## Història
El Casino es torba situat en la zona d'eixample vuitcentista urbanitzada a partir de l'enderrocament de l'antiga muralla medieval i ocupada inicialment per pisos de lloguer. Posteriorment passà a ser una zona de d'activitats d'oci, comercials i socials.
El Casino Unió Comercial és una entitat sorgida de la fusió, el 1918, de l'antic Centre o Casino de la Unió (1853) i de la Lliga Industrial i Comercial. El 1922 es va construir la balconada i els arcs del primer pis d'acord amb el projecte de reforma de A. Pons i Domínguez, conservat a l'arxiu municipal de Vilafranca.